# Amadio Baldanzi
Amadio Baldanzi (Prato, 2 gennaio 1705 – Prato, 14 marzo 1789) è stato un presbitero e medico italiano.

## Biografia
Nacque a Prato da Giovanni Battista il 2 gennaio 1705. Fu canonico ed esercitò la professione di medico. Erudito e cultore di memorie locali, la maggior parte dei suoi studi rimase inedita, con l'unica eccezione del Ristretto delle memorie della città di Prato che conducono all'origine della chiesa di S. Maria delle Carceri. Morì a Prato il 14 marzo 1789. I manoscritti del Baldanzi sono oggi conservati presso l'Archivio di Stato di Prato  e presso la Biblioteca Roncioniana.
In uno di questi suoi manoscritti, viene documentata per la prima volta la ricetta dei cantucci, chiamati biscotti alla genovese.

## Opere
- Ristretto delle memorie della città di Prato che conducono all'origine della chiesa di S. Maria delle Carceri, Firenze, Cambiagi, 1774.